# Scapteromys tumidus
O rato-d’água ou rato do pântano (nome científico: Scapteromys tumidus) é uma espécie pertencente a classe Mammalia, que pode ser encontrada no Brasil, Paraguai, Uruguai e Argentina. São animais semi-aquáticos que podem ser encontrados próximos a corpos hídricos ou áreas alagadas. Possuem a cauda menor que o comprimento do corpo, o que permite diferenciar essa espécie de outros ratos. São principalmente insetívoros e vivem em média 2 anos.

## Descrição
Possui em média 17 cm de comprimento do corpo e sua cauda mede em média 15 cm de comprimento da cauda, podendo ser considerado um animal de tamanho médio, com uma cauda um pouco menor que o corpo.Seu peso é até 159g Possui pés longos, sendo as patas traseiras maiores que as dianteiras, com o dedo médio das patas traseiras alongados e presença de garras bem desenvolvidas. A pelagem possui coloração acinzentada, sendo a porção dorsal mais escura e a ventral mais clara. As orelhas são relativamente curtas e pilosas, as patas apresentam pelos curtos e a cauda é bicolor, com pelos escuros na parte superior e claros na parte inferior. Uma característica marcante da espécie é a presença de patas posteriores com membrana interdigital, o que facilita a sua mobilidade no ambiente aquático. Esses animais tem a audição muito bem desenvolvida. É facilmente assustado e busca segurança mergulhando no corpo d’água mais próximo. As fêmeas apresentam 4 pares de mamas. Várias vocalizações já foram relatadas.

## Ocorrência do Gênero

Localização do Rio Grande do Sul no Brasil.

O gênero Scapteromys é composto por duas espécies, S. tumidus e S. aquaticus, e pelo menos uma forma não nominada. No Brasil, há apenas uma espécie: S. tumidus, encontrada no estado do Rio Grande do Sul, habitando áreas dos Pampas. Também encontrado no Paraguai, Uruguai e Argentina. Pouco abundantes, mas possíveis de serem visualizados na natureza. Para diferenciar de demais espécies do gênero, é necessária análise de caracteres internos da morfologia do crânio, cariótipo e sequenciamento de DNA. Uma provável espécie relacionada não formalmente descrita ocorre apenas nos Campos de Cima da Serra.

## Ecologia
São semi-aquáticos e vivem em áreas alagadas, próximo a cursos d’água. Há registros de atividade tanto diurna, quanto noturna. São encontrados em depressões no solo, abaixo de gramíneas. A espécie está envolvida na transmissão de Rickettsia conorii, uma bactéria transmitida por um ectoparasita, comumente carrapato. Essa bactéria causa febre maculosa em seres humanos.

##### Dieta e forrageamento
Os Scapteromys tumidus são primariamente insetívoros, porém também podem consumir vegetais, mas em escala bem menor. Esse animal também é comumente visto escavando o solo próximo à água a procura de poliquetas e oligoquetas, animais dos quais também pode se alimentar. Podem ser vistos se alimentando sobre a vegetação durante o crepúsculo.

##### Reprodução e ciclo de vida
Nascem de 3 a 5 crias por ninhada e vivem em média 2 anos. Utilizam, como ninhos, a vegetação densa, hastes de junco próximas à lâmina da água. A reprodução aparentemente ocorre ao longo do ano. Os machos em condição reprodutiva foram encontrados em todos os meses, exceto janeiro, junho e julho. Fêmeas grávidas foram encontradas em janeiro, abril, maio, outubro, novembro e dezembro.

##### Conservação
De acordo com a Lista Vermelha da IUCN(2010), esta espécie está classificada como “pouco preocupante”.